# 넬슨 프랭클린
넬슨 프랭클린(Nelson Franklin, 2000년 1월 1일 ~ )은 미국의 배우, 영화배우, 텔레비전 배우이다.

## 방송
- 애비's
- 더 밀러스 시즌2
- 더 밀러스
- 뉴 걸 2
- 트래픽 라이트

## 영화
- 제미니 (2017년)
- 픽스드 (2017년)
- 더 릴레이션트립 (2017년)
- 밴드 에이드 (2017년)
- 헬로 레이디스: 더 무비 (2014년)
- 더 밀러스 시즌2 (2014년)
- 더 밀러스 (2013년)
- 트래픽 라이트 (2011년)
- 웨이팅 포 포에버 (2010년) - 조이 역
- 앤서 디스! (2010년)
- 스콧 필그림 (2010년) - 코뮤 역
- 인형의 집 (2009년)
- 알러뷰 맨 (2009년)
- 익시전 (2008년)
- 버클리 (2005년)
- 더 오피스 1 (2005년)